# Noriyuki Haga
 (mars 2022).
Si vous disposez d'ouvrages ou d'articles de référence ou si vous connaissez des sites web de qualité traitant du thème abordé ici, merci de compléter l'article en donnant les références utiles à sa vérifiabilité et en les liant à la section « Notes et références ».
Pour les articles homonymes, voir Haga.
Noriyuki Haga (芳賀 紀行, Haga Noriyuki), né le 2 mars 1975 à Nagoya (Japon), également connu sous les noms Nori-Chan, Nori, Nitro Nori, et Haga-san, est un pilote de vitesse moto japonais ayant fait l'essentiel de sa carrière en Championnat du monde de Superbike.

## Biographie
Noriyuki Haga court en Championnat du monde Superbike sur une Yamaha R1 du team Swan Yamaha. 
Il termine 2e du championnat 2007 à seulement 2 points (415 contre 413) de James Toseland, 2e place qu'il obtient en remportant les deux dernières courses de la saison à Magny-Cours, ce qui lui permet de doubler Max Biaggi au championnat.

## Palmarès
- 2e du championnat Superbike 2000, 2007, 2008, 2009
- 3e du championnat Superbike 2004, 2005, 2006
- 4e du championnat Superbike 2002
- 7e du championnat Superbike 1999